# Time Capsule

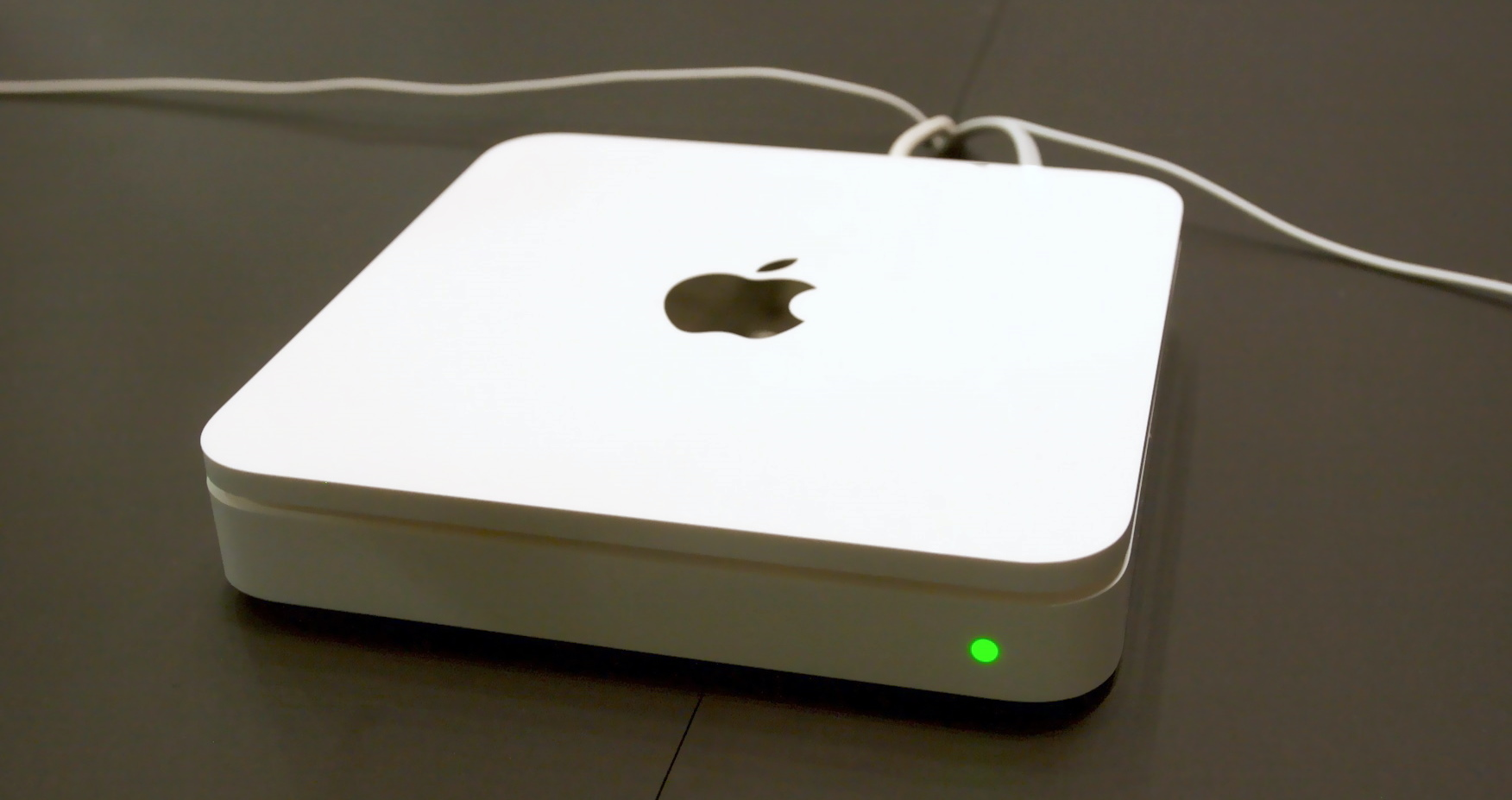
Apple Time Capsule

Time Capsule (укр. капсула часу) — пристрій, що випускається компанією Apple Inc. Time Capsule — поєднання жорсткого диска і базової станції AirPort Extreme в одному компактному пристрої. Дозволяє здійснювати бездротове резервне копіювання і захистити дані, що зберігаються на настільному комп'ютері або ноутбуці Mac. Пристрій підтримує програму Time Machine, що входить до Mac OS X Lion, тому для налаштування автоматичного бездротового резервного копіювання даних з усіх домашніх комп'ютерів Mac на один пристрій Time Capsule досить декількох натискань мишею.

## Хронологія подій
- 2008, 15 січня — анонс Time Capsule в Сан-Франциско на виставці Macworld Expo разом з прошивкою 1.1.3 для iPhone.
- 2008, 29 лютого — початок продажів Time Capsule (перше покоління). Номери моделей: MB276LL/A і MB277LL/A — 500 ГБ і 1 ТБ.
- 2009, 03 березня — оновлення Time Capsule (друге покоління: перша частина) Анонс двох-діапазонних моделей з гостьовим входом: MB764LL/A і MB765LL/A — 500 ГБ і 1 ТБ.
- 2009, 30 липня — оновлення Time Capsule (друге покоління: друга частина). Анонс моделі з HDD 2 Тбайт (500.00 $). 1 Тбайт модель подешевшала і тепер її ціна становить 299.00 $. Apple оновлює станції Time Capsule! [Архівовано 25 березня 2021 у Wayback Machine.] Номери моделей: MB765LL/A (зберігся з минулого покоління) і MB996LL/A — 1 ТБ і 2 ТБ.
- 2010, 31 березня — оновлення Time Capsule (третє покоління). Анонс двох-діапазонних моделей c використанням вдосконалених антен, що дозволяють в півтора рази підвищити продуктивність і збільшити на 25 % радіус дії базової станції — домогтися цього вдалося завдяки переходу на конфігурацію Apple оновлює базові станції Airport Extreme і Time Capsule] Номери моделей: MC343LL/A і MC344LL/A — 1 ТБ і 2 ТБ.
- 2011, 21 червня — оновлення Time Capsule (четверте покоління). Покращена потужність сигналу майже в два рази (аналогічно оновленню Airport Extreme) Яблуня № 34: чутки про майбутньому iPhone та інші новини  [Архівовано 5 травня 2013 у Wayback Machine.]| Блог про Mac, iPhone, iPad, Mac OS X, iPod і інших Apple-штучках. Номери моделей: MD032LL/A і MD033LL/A (2 ТБ та 3 ТБ.)

## Конструкція

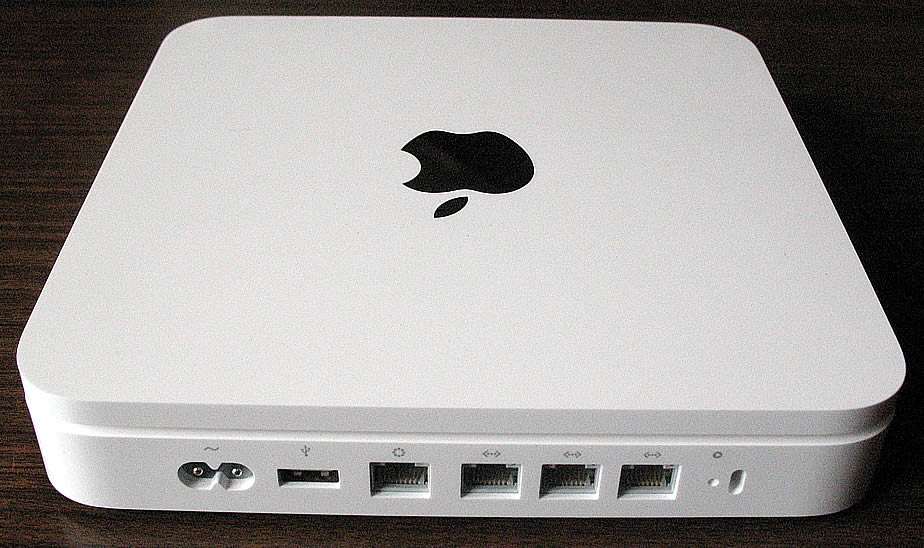
Apple Time Capsule. Вигляд ззаду

Фізично Time Capsule являє собою точку доступу Apple Airport Extreme з жорстким диском всередині.
Пристрій можна без проводів підключати до ноутбука або настільного комп'ютера по Wi-Fi, щоб здійснювати резервне копіювання.
Принцип дії Time Capsule заснований на проекті специфікації IEEE 802.11n з технологією декількох входів і виходів (MIMO). Щоб забезпечити максимальну швидкість і зону дії, пристрій оснащений декількома антенами. Швидкість передачі даних майже в п'ять разів перевершує 802.11g. Зона дії в два рази вище, ніж у бездротового стандарту 802.11g, і охоплює всю квартиру, класну кімнату або невеликий офіс.
Time Capsule відмінно взаємодіє з AirPort Express або AirPort Extreme, наприклад для бездротової потокової передачі музики.

## Технічні характеристики
- Фірмове ім'я: «M52, Wilma»
- Підтримка платформ: Mac, PC.
- Номер моделі:
  - G1 — перші моделі ( анонс: січень 2008):  [Архівовано 2 квітня 2012 у Wayback Machine.]
    - c HDD 500 Гбайт — А1254 (Part no: MB276LL/A)
    - c HDD 1 Тбайт — А1254 (Part no: MB277LL/A)

  - G2 — двох-діапазонні моделі з гостьовим входом:  [Архівовано 17 квітня 2012 у Wayback Machine.]
    - c HDD 500 Гбайт — А1302 (Part no: MB764LL/A) ( анонс: березень 2009)
    - c HDD 1 Тбайт — А1302 (Part no: MB765LL/A) ( анонс: березень 2009)
    - c HDD 2 Тбайт — А1302 (Part no: MB996LL/A) ( анонс: липень 2009)

  - G3 — двох-діапазонні моделі з гостьовим входом ( анонс: жовтень 2009):  [Архівовано 21 жовтня 2012 у Wayback Machine.]
    - c HDD 1 Тбайт — А1355 (Part no: MC343LL/A)
    - c HDD 2 Тбайт — А1355 (Part no: MC344LL/A)

  - G4 — двох-діапазонні моделі з гостьовим входом ( анонс: червень 2011):  [Архівовано 2 квітня 2012 у Wayback Machine.]
    - c HDD 2 Тбайт — А1409 (Part no: MD032LL/A)
    - c HDD 3 Тбайт — А1409 (Part no: MD033LL/A)
- Вбудоване ПЗ:
  - Версія прошивки: 7.3.2 від 01.07.2008
  - Версія прошивки: 7.4.1 від 03.03.2009
  - Версія прошивки: 7.4.2 від 04.07.2009
  - Версія прошивки: 7.5.2 від 16.12.2010
  - Версія прошивки: 7.6 від 12.11.2011
  - Поточна версія прошивки:
    - 7.6.9 від 12.12.2017 для моделей 802.11n
    - 7.7.9 від 12.12.2017 для моделей 802.11ac
- Робота в діапазонах: 2,4; 5 ГГц.
- Вихідна потужність: 20 dBm (номінал)
- Підтримка стандартів Wi-Fi: 802.11a, 802.11b, 802.11g, 802.11n.
- Підтримка технології WDS: так
- Максимальне навантаження: 50 локальних користувачів
- Швидкість передачі інформації в середовищі Wi-Fi:
  - 600 Mbps Помилка виразу: неочікуваний оператор < (теоретична)
  - 11-300 Mbps — в режимі 802.11n сумісним з 802.11a
- Порти:
  - WAN — один порт, 10/100/1000 Mbps, Gigabit Ethernet
  - LAN — три порти, 10/100/1000 Mbps, Gigabit Ethernet
  - USB — один USB-2.0 порт, для підключення принтера або додаткового вінчестера
- Підтримувані протоколи: NAT, DHCP, PPPoE, транзитна пересилання VPN (в режимі Passthrough для IPSec, PPTP, L2TP), DNS Proxy, SNMP, IPv6 (тунелі 6-в-4 і ручна настройка тунелів)
- Безпека:
  - Захищений доступ по протоколу Wi-Fi ™ (WPA / WPA2)
  - Безпека бездротового доступу (WEP) з можливістю настройки 40-розрядного і 128-розрядного шифрування
  - Фільтрація MAC-адресу ів
  - Міжмережевий екран NAT
  - Підтримка аутентифікації RADIUS
  - 802.1X, PEAP, LEAP, TTLS, TLS, FAST
  - Контроль доступу на основі часу
- Напруга живлення: ~ 100..240 В, 50..60 Гц
- Споживана потужність: 34 Вт
- Габаритні розміри: 36,3x197x197 мм
- Маса: 1,587 кг

| Модель                                   | 1-ше покоління: початок 2008 р.                                                                    | 1-ше покоління: початок 2008 р.                                                                    | 2-ше покоління, частина 1: початок 2009 р.                                                         | 2-ше покоління, частина 1: початок 2009 р.                                                         | 2-ге покоління, частина 2: середині 2009 р.                                                        | 2-ге покоління, частина 2: середині 2009 р.                                                        | 3-тє покоління: початок 2010 р.                                                                    | 3-тє покоління: початок 2010 р.                                                                    | 4-те покоління: середини 2011 р.                                                                   | 4-те покоління: середини 2011 р.                                                                   |
| ---------------------------------------- | -------------------------------------------------------------------------------------------------- | -------------------------------------------------------------------------------------------------- | -------------------------------------------------------------------------------------------------- | -------------------------------------------------------------------------------------------------- | -------------------------------------------------------------------------------------------------- | -------------------------------------------------------------------------------------------------- | -------------------------------------------------------------------------------------------------- | -------------------------------------------------------------------------------------------------- | -------------------------------------------------------------------------------------------------- | -------------------------------------------------------------------------------------------------- |
| Release date                             | 29 лютого 2008                                                                                     | 29 лютого 2008                                                                                     | 3 березня 2009                                                                                     | 3 березня 2009                                                                                     | 30 липня 2009                                                                                      | 30 липня 2009                                                                                      | 31 березня 2010                                                                                    | 31 березня 2010                                                                                    | 21 червня 2011                                                                                     | 21 червня 2011                                                                                     |
| Модельний номер (відкритий)              | MB276LL / A                                                                                        | MB277LL / A                                                                                        | MB764LL / A                                                                                        | MB765LL / A                                                                                        | MB765LL / A (такий же, як на початку 2009)                                                         | MB996LL / A                                                                                        | MC343LL / A                                                                                        | MC344LL / A                                                                                        | MD032LL / A                                                                                        | MD033LL / A                                                                                        |
| Модельний номер (внутрішній)             | A1254                                                                                              | A1254                                                                                              | A1302                                                                                              | A1302                                                                                              | A1302                                                                                              | A1302                                                                                              | A1355                                                                                              | A1355                                                                                              | A1409                                                                                              | A1409                                                                                              |
| Жорсткий диск                            | 500 GB                                                                                             | 1 TB                                                                                               | 500 GB                                                                                             | 1 TB                                                                                               | 1 TB                                                                                               | 2 TB                                                                                               | 1 TB                                                                                               | 2 TB                                                                                               | 2 TB                                                                                               | 3 TB                                                                                               |
| Ціна                                     | $ 299 (модель з меншим об'ємом жорсткого диска) / $ 499 (модель з великим об'ємом жорсткого диска) | $ 299 (модель з меншим об'ємом жорсткого диска) / $ 499 (модель з великим об'ємом жорсткого диска) | $ 299 (модель з меншим об'ємом жорсткого диска) / $ 499 (модель з великим об'ємом жорсткого диска) | $ 299 (модель з меншим об'ємом жорсткого диска) / $ 499 (модель з великим об'ємом жорсткого диска) | $ 299 (модель з меншим об'ємом жорсткого диска) / $ 499 (модель з великим об'ємом жорсткого диска) | $ 299 (модель з меншим об'ємом жорсткого диска) / $ 499 (модель з великим об'ємом жорсткого диска) | $ 299 (модель з меншим об'ємом жорсткого диска) / $ 499 (модель з великим об'ємом жорсткого диска) | $ 299 (модель з меншим об'ємом жорсткого диска) / $ 499 (модель з великим об'ємом жорсткого диска) | $ 299 (модель з меншим об'ємом жорсткого диска) / $ 499 (модель з великим об'ємом жорсткого диска) | $ 299 (модель з меншим об'ємом жорсткого диска) / $ 499 (модель з великим об'ємом жорсткого диска) |
| Гостьова мережу                          | Немає                                                                                              | Немає                                                                                              | Да                                                                                                 | Да                                                                                                 | Да                                                                                                 | Да                                                                                                 | Да                                                                                                 | Да                                                                                                 | Да                                                                                                 | Да                                                                                                 |
| 802.11a/b/g/n 2.4GHz/5GHz частота мережі | однодіапазонні режим функціонування                                                                | однодіапазонні режим функціонування                                                                | Двохдіапазонний режим функціонування                                                               | Двохдіапазонний режим функціонування                                                               | Двохдіапазонний режим функціонування                                                               | Двохдіапазонний режим функціонування                                                               | Двохдіапазонний режим функціонування                                                               | Двохдіапазонний режим функціонування                                                               | Двохдіапазонний режим функціонування                                                               | Двохдіапазонний режим функціонування                                                               |
| Чип Wi-Fi                                | Marvell                                                                                            | Marvell                                                                                            | Atheros AR9220/AR9223                                                                              | Atheros AR9220/AR9223                                                                              | Atheros AR9220/AR9223                                                                              | Atheros AR9220/AR9223                                                                              | Marvell                                                                                            | Marvell                                                                                            | Broadcom BCM4331                                                                                   | Broadcom BCM4331                                                                                   |
| Стандарти                                | 802.11 DSSS 1 & 2 Mbit / s стандарт, 802.11a/b/g/n (чернетка)                                      | 802.11 DSSS 1 & 2 Mbit / s стандарт, 802.11a/b/g/n (чернетка)                                      | 802.11 DSSS 1 & 2 Mbit / s стандарт, 802.11a/b/g/n (чернетка)                                      | 802.11 DSSS 1 & 2 Mbit / s стандарт, 802.11a/b/g/n (чернетка)                                      | 802.11 DSSS 1 & 2 Mbit / s стандарт, 802.11a/b/g/n (чернетка)                                      | 802.11 DSSS 1 & 2 Mbit / s стандарт, 802.11a/b/g/n (чернетка)                                      | 802.11 DSSS 1 & 2 Mbit / s стандарт, 802.11a/b/g/n (чернетка)                                      | 802.11 DSSS 1 & 2 Mbit / s стандарт, 802.11a/b/g/n (чернетка)                                      | 802.11 DSSS 1 & 2 Mbit / s стандарт, 802.11a/b/g/n (фінальний)                                     | 802.11 DSSS 1 & 2 Mbit / s стандарт, 802.11a/b/g/n (фінальний)                                     |
| Фізичні протоколи                        | гігабітний Ethernet, IEEE 802.11a/b/g/n (чернетка)                                                 | гігабітний Ethernet, IEEE 802.11a/b/g/n (чернетка)                                                 | гігабітний Ethernet, IEEE 802.11a/b/g/n (чернетка)                                                 | гігабітний Ethernet, IEEE 802.11a/b/g/n (чернетка)                                                 | гігабітний Ethernet, IEEE 802.11a/b/g/n (чернетка)                                                 | гігабітний Ethernet, IEEE 802.11a/b/g/n (чернетка)                                                 | гігабітний Ethernet, IEEE 802.11a/b/g/n (чернетка)                                                 | гігабітний Ethernet, IEEE 802.11a/b/g/n (чернетка)                                                 | гігабітний Ethernet, IEEE 802.11a/b/g/n (фінальний)                                                | гігабітний Ethernet, IEEE 802.11a/b/g/n (фінальний)                                                |
| Мережеві протоколи                       | IPSec, L2TP, PPTP                                                                                  | IPSec, L2TP, PPTP                                                                                  | IPSec, L2TP, PPPoE, PPTP                                                                           | IPSec, L2TP, PPPoE, PPTP                                                                           | IPSec, L2TP, PPPoE, PPTP                                                                           | IPSec, L2TP, PPPoE, PPTP                                                                           | Bonjour, DHCP, DNS, IPSec, L2TP, PPPoE, PPTP                                                       | Bonjour, DHCP, DNS, IPSec, L2TP, PPPoE, PPTP                                                       | Bonjour, DHCP, DNS, IPSec, L2TP, PPPoE, PPTP                                                       | Bonjour, DHCP, DNS, IPSec, L2TP, PPPoE, PPTP                                                       |

## Системні вимоги
- Для резервного копіювання Time Machine необхідна Mac OS X Leopard 10.5.2 або пізнішої версії.
- Для налаштування Time Capsule в середовищі Mac OS X, Windows XP або Windows Vista необхідна програма AirPort-Утиліта v. 5.3 або вище.
- Для бездротового доступу комп'ютер Macintosh повинен бути оснащений платою AirPort Card або AirPort Extreme Card.
- Для підтримки WPA2 з Mac Pro, в останньому необхідно встановити плату AirPort Extreme Card.

## Рекомендована ціна
- $ 299.00 — модель з меншим об'ємом жорсткого диска (зараз – 2 Терабайт)
- $ 499.00 — модель з великим об'ємом жорсткого диска (зараз – 3 Терабайт)

## Критика і відомі проблеми
У липні 2010 року Apple визнала проблему несподіваного відключення і «вмирання» деяких екземплярів Time Capslule з серійними номерами XX807XXXXXX — XX814XXXXXX випущених з лютого по червень 2008 року. Ці примірники Time Capsule «вмирали» приблизно після 18 місяців роботи.
The Guardian. Apple finally admits problems with Time Capsule and offers replacement. eng. [Архівовано 16 липня 2013 у Wayback Machine.]
Спільнотою користувачів навіть був створений сайт для збору статистики «померлих» екземплярів Time Capsule — Timecapsuledead.org який припинив збір статистики після реєстрації 2500 випадків припинення роботи Time Capslule.